# 사냥, 낚시, 자연, 전통
사냥, 낚시, 자연, 전통(프랑스어: Chasse, Pêche, Nature, Traditions, 약칭 CPNT)은 농민 복지 등을 주장하는 프랑스의 정당으로 1989년 창당되었다. 이들은 프랑스의 전원 지역의 전통적 가치를 지키는 데 주력하고 있다. 현재 지도자는 프레데릭 니우스. 이들의 정치 성향은 좌, 우로 나누기 어려우며, 스스로 전원 지역의 모든 다양한 계층을 대변한다고 주장하고 있다. 그러나 니콜라 사르코지와 협력 관계에 있기 때문에 대체적으로 우파로 분류된다.